# Kronohemman
Kronohemman var ett svenskt hemman som ägdes av kronan.
Mer precist syftar ordet på sådan kronojord som brukades av enskild person med åborätt. Innehavaren av ett sådant hemman, kronobonden, var att betrakta som brukare av detsamma. Honom ålåg således nybyggnads- och underhållsskyldighet liksom annan landbo.
Kronohemmanen ombildades ofta till skattehemman efter att Gustav III vid Riksdagen 1789 införde Förenings- och säkerhetsakten, genom att åbon som brukade hemmanet (skatte)köpte det av kronan. Kronan uppbar grundräntan som beräknades utgående från ortens skattläggningssätt.

### Övriga källor
1. 1 2  ”kronohemman”. Förvaltningshistorisk ordbok. Svenska litteratursällskapet i Finland. 2016